# Irmgard Riessen
Irmgard Riessen (* 17. Mai 1944 in Burg auf Fehmarn) ist eine deutsche Theater- und Fernsehschauspielerin.

## Biografie
Irmgard Riessen ist die Tochter von Heinz Rießen, Landwirt in Bojendorf auf Fehmarn, und Margarethe Rießen, geb. Bols. Ihren Vater lernte sie nicht kennen, da dieser im Mai 1945 in Prag als Soldat fiel.
Nach ihrer Schauspielausbildung an der Schauspielschule der Hamburger Kammerspiele spielte sie auf zahlreichen Hamburger Bühnen, unter anderem dem Ernst-Deutsch-Theater, sowie in einer Vielzahl von Fernsehfilmen und -serien. Die Schauspielerin lebt in Trittau bei Hamburg.
Sie ist die Adoptivtochter des österreichischen Schauspielers, Autors und Regisseurs Fritz Eckhardt.

## Filmografie (Auswahl)
- 1966: Briefe nach Luzern (Fernsehfilm)
- 1966: Ulrich und Ulrike – ...so ich dir! (Fernsehserie)
- 1968: Einer fehlt beim Kurkonzert (Fernsehfilm)
- 1969: Die Engel von St. Pauli
- 1969: Ida Rogalski (13 Folgen)
- 1970: Das gelbe Haus am Pinnasberg
- 1971: St. Pauli Nachrichten – Thema Nr. 1
- 1971–1981: Tatort (Fernsehreihe)
  - 1971: Auf offener Straße
  - 1973: Ein ganz gewöhnlicher Mord
  - 1981: Nebengeschäfte
- 1972: Im Auftrag von Madame: Walzer linksrum (Fernsehserie)
- 1973: Hamburg Transit: Fundsache (Fernsehserie)
- 1973: … aber Jonny!
- 1974: Ein Herz und eine Seele: Der Sittenstrolch (Fernsehserie)
- 1974: Motiv Liebe: Die große Illusion
- 1975: Die sündige Kleinstadt
- 1976: Erika (Fernsehfilm)
- 1977: Gaslicht (Fernsehfilm)
- 1977–1978: Meine Mieter sind die besten
- 1978: Die seltsamen Begegnungen des Prof. Tarantoga
- 1979: St. Pauli-Landungsbrücken: Begegnung (Fernsehserie)
- 1980: Die unsterblichen Methoden des Franz Josef Wanninger: Glück muß der Mensch haben (Fernsehserie)
- 1981: Das kleine Hotel
- 1984: Eigener Herd ist Goldes wert
- 1985: Der Sonne entgegen (9 Folgen)
- 1986: Jokehnen (2 Folgen)
- 1986–1987: Detektivbüro Roth (6 Folgen)
- 1988: Wir werden Vater
- 1989: Roda Roda (Folge 12)
- 1991–2020: Großstadtrevier (4 Folgen)
- 1991–1993: Schulz & Schulz (4 Folgen)
- 1993–1996: Evelyn Hamann's Geschichten aus dem Leben (3 Folgen)
- 1995: Rennschwein Rudi Rüssel
- 1996: Bruder Esel (3 Folgen)
- 1996–2004: Der Landarzt (6 Folgen)
- 1997: Mama ist unmöglich – Alles aus Liebe (Fernsehserie)
- 1998: Der kleine Dachschaden
- 1999: Heimatgeschichten: Feinde fürs Leben (Fernsehserie)
- 2002: Die Rosenkrieger (Fernsehfilm)
- 2005: Das Duo: Blutiges Geld (Fernsehserie)
- 2005: Liebe auf den zweiten Blick: Die Rosenkrieger – ein neuer Fall
- 2013: Morden im Norden: Zahr und Zimmermann (Fernsehserie)
- 2016: Die Pfefferkörner: Üble Tricks (Fernsehserie)
- 2017: SOKO Wismar: Der Eintänzer (Fernsehserie)